# Jaguaretama
Jaguaretama est une commune de l’État du Ceará, à l'est du (Brésil). Elle compte 17 867 habitants en 2010.